# Robert Colnet
Robert Colnet (død 7. februar 1694) var en dansk glasbrænder og artillerist.
Colnet kom til Danmark 1650 fra Sverige. 1652 antog Frederik III Robert Colnet, der efter navnet at dømme er en udlænding, til kgl. glasbrænder, og glasværket, der nu kom i stand, og som lå på Slotsholmen bag slottet ved løngangen, tilskødedes ham 1658. Hans navn og hans militære virke kunne samlet set pege mod, at han stammede fra Skotland, mens hans ægteskab peger i retning af, at Colnet fra franskmand.
Krigsårene lod ham imidlertid ikke blive i hans fredelige bestilling med at tilvirke, skære, slibe og polere glas. Efter at have fået undervisning i "Fyrværks Videnskab og anden dets Tilbehøring, som paa Tøjhuset læres", blev han i 1659 udnævnt til kaptajn i artilleriet, og i 1660 blev han major. Han synes også uden for sit våben at have deltaget i krigen, thi i juli 1660 fik han som gave kongens part af et skib, Rytteren kaldet, "som han i sidste Krig erobret haver".
Efter krigen var der antydning af, at glasværket søgtes bragt på fode igen, men om dette skete, vides ikke sikkert. Colnets væsentlige interesse på den tid synes at have været knyttet til benyttelsen af forskellige grunde, som han erhvervede i den nye bydel mellem slottet og volden (Kalveboderne). Allerede i 1660 hentede han ved i Fyn med eget skib; i 1680 hentede han på samme måde mursten og tømmer fra forskellige steder i Danmark.
Ved den næste krigs udbrud 1675 blev han højestkommanderende artilleriofficer i København, og da krigen 1676 førtes over til Skåne, deltog han i belejringen og indtagelsen af Landskrona, han blev derpå i august oberstløjtnant. Endnu 1680 var han tjenstgørende.
Han døde 7. februar 1694 og er begravet i Sankt Petri Kirke.
Han blev gift antagelig 1660 (efter 13. november) i København med Birgitte Cathrine Dupont (begravet 6. september 1677 i København), datter af hoffourer, senere tolder i Ribe, Maturin Dupont (død 1681, gift 2. gang 1665 med Ida, enke efter Carsten Olsen til Nebbe, gift 3. gang med Ingeborg Friis, død tidligst 1689, enke efter borgmester Morten Lassen) og Cecilie Sødtz (død 1665).